# Centre national d'études spatiales
Centre national d'études spatiales (CNES, în română: "Centrul Național de Studii Spațiale") este un organism guvernamental francez responsabil susținerea programului spațial francez⁠(d). Are sediul la Paris și a fost fondată în 1961. În 2012 avea un buget de 1,92 miliarde de euro.

## Infrastructura tehnologiei spațiale a CNES
CNES se concentrează pe următoarele domenii de cunoaștere:
- Stații de urmărire
- Centre de lansare
- Fabricarea sateliților
- Lansări orbitale autonome
- Nave interplanetare
- Stații spațiale
- Zbor cu echipaj